# 組曲第4番 (チャイコフスキー)
組曲第4番『モーツァルティアーナ』（Mozartiana） ト長調 作品61は、ピョートル・イリイチ・チャイコフスキーが1887年に作曲した管弦楽のための組曲。ヴォルフガング・アマデウス・モーツァルトのオペラ『ドン・ジョヴァンニ』初演100周年を記念して書かれた。モーツァルトの4つのピアノ作品に管弦楽編曲を施した作品であるため、作曲者自身は本作に過去の3作品に続く組曲としての番号を与えず、代わりに『モーツァルティアーナ』という表題を掲げた。しかしながら、この作品はチャイコフスキーの管弦楽組曲第4番として広く認識されており、本項の項目名もそうした現状に即したものとした。
初演は1887年11月15日、モスクワにおいてロシア音楽協会の演奏会で作曲者自身の指揮により行われた。

## 概要
この作品でチャイコフスキーがみせるモーツァルト作品の扱いは、忠実であると同時に、デイヴィッド・ブラウンの言に依れば「愛情深」くもある。チャイコフスキーは音楽をそのままの形で用いた上で、そこに - 19世紀末の装いを施し - 最大限の光を当てようと心を砕いている。彼はモーツァルトのあまり知られていなかった楽曲に対して、同時代の人々からより大きな称賛を勝ち取ろうとしたのである。楽譜には次のような言葉が掲載された。「モーツァルトの多数の優れた小規模曲は、なぜか一般のみならず音楽家の大部分にも、ほとんど知られていない。（中略）これら珠玉のような作品が、よりしばしば演奏されるための新しい糸口を与えることを期待するものである。」
チャイコフスキーは常に『ドン・ジョヴァンニ』に最大限の畏怖を抱き、モーツァルトを自らにとっての音楽の神と看做していた。一時、非公式ながら彼と婚約していたデジレ・アルトーの師でもあるソプラノのポーリーヌ・ガルシア＝ヴィアルドは、1855年のロンドンにてこのオペラの自筆譜を購入して自宅にある聖堂に保管しており、多くの人がこれを見に訪れていた。1886年6月、パリ滞在中だったチャイコフスキーは彼女を訪ね、楽譜を目にした際には自分が「神の御力の中に居た」と語っている。モーツァルトの作品を基にした組曲の構想自体は1884年から温められており、1887年に作曲に着手すると弟のアナトーリが住むコーカサスと、療養のために赴いたエクス・ラ・シャペルで筆が進められた。
『モーツァルティアーナ』には「過去を現在の世界に」再創造したいという願いを込めたのだと、チャイコフスキーは出版社のユルゲンソンに書き送っている。しかしながら、イーゴリ・ストラヴィンスキーが行ったように自らの様式で音楽を作り変えることはせず、モーツァルトの楽曲を補強することもなかった。とりわけ、後の時代から見た際にチャイコフスキーが目的を果たし損ねたと感じられるのは、第3曲の「祈り」（Preghiera）である。彼はモーツァルトの楽曲を直接使わず、フランツ・リストがモーツァルトの音楽を独特な方法で扱った『システィナ礼拝堂にて』S.461という作品を素材として用いた。その結果、今日ではモーツァルトが書いた清澄かつ繊細な原曲の扱いとしては、あまりに感傷的で華美であるという評価が一般的となってしまったのである。
「ジグ」と「メヌエット」の書法は効果的である。しかし、これらを開始の2曲に選択したという事実からは、チャイコフスキーも当時の人々の多くと同じように、モーツァルトの軽妙な面と深遠な面の区別が十分につかなかったのだと考えることができる。最終の変奏曲ではモーツァルトがこの主題を用いて探究した点のいくつかについて、チャイコフスキーは特徴的な色鮮やかな管弦楽法によって描き出すことに成功している。それでもなお、モーツァルトが深みを持つというよりむしろバロックの可憐さを象徴するものとして立ち現れるのである。一見するとモーツァルト音楽の真の力量や多様性にチャイコフスキーの目が向いていない様に見えることの原因は、彼の心理状態が沈みがちに過去を振り返り、それを失われた純粋さや至福と結び付けずにおれなかったという点に求められるのかもしれない。このため、彼は単純に感傷的な視点へと避けがたく傾いていったのである。
作曲者は1887年6月にユルゲンソン宛の書簡において、本作に関する次のような見通しを述べている。「曲の選びかたと、古い曲に新しい表現を与えるという新規な方法のゆえに、この曲はとくに国外では成功するだろうと信じています。」その言葉のとおり自身が指揮する初演は大きな成功を収め、中でも第3曲はアンコールを受けたと伝えられる。

## 楽器編成
フルート2、オーボエ2、クラリネット2、ファゴット2、ホルン4、トランペット2、ティンパニ、大太鼓、グロッケンシュピール、ハープ、弦五部。

## 演奏時間
約20-24分半。

## 楽曲構成

### 第1曲
「ジグ」（Gigue.） Allegro 6/8拍子 ト長調
原曲は『小さなジグ』K.574（1789年）、ライプツィヒのオルガニストの音楽帳へ書きつけられた楽曲である。第1ヴァイオリンとフルートのユニゾンに開始すると第2ヴァイオリンとクラリネットが応唱し、さらにヴィオラとファゴットが続いてフガートで進行する（譜例1）。
チャイコフスキーが追加したクレッシェンドを経て強奏で結ぶと前半部の繰り返しとなる。後半は譜例1をニ長調で出して始まり、展開されると音量を強めてト短調で主題を奏でてフォルティッシッシモのトゥッティで歯切れよく終結する。後半部分も繰り返しを受ける。

### 第2曲
「メヌエット」（Menuet.） Moderato 3/4拍子 ニ長調
原曲はK.355（1790年頃）、トリオのないメヌエットであり、未完成の可能性もある。出版に際してマクシミリアン・シュタードラーが中間部を補作しているが、チャイコフスキーはこの中間部をカットしてオリジナル通りにしている。半音階的な動きを特徴とする主題をヴァイオリンが提示する（譜例2）。
譜例2
半音階の推移がイ長調へ落ち着き、静かに冒頭へ戻って反復される。鋭い不協和音に導かれる中間部は弦楽器が中心となって進められ、やがて16分音符が下降する流れに至る。譜例2が再現して第3部となり、クレッシェンドしてニ長調で終わりを迎える。中間部以下も反復される。

### 第3曲
「祈り」（Preghiera.） Andante non tanto 4/4拍子 変ロ長調
原曲はモテット『アヴェ・ヴェルム・コルプス』K.618のフランツ・リストによるピアノ編曲版。リストはK.618とグレゴリオ・アレグリの『ミゼレーレ』を組み合わせてピアノ曲『システィナ礼拝堂にて』S.461を作曲しており、チャイコフスキーはその中からモーツァルトの楽曲部分のみを抜き出して用いた。このため元となったモーツァルトのモテットからはかなり隔たった楽曲となっている。木管とハープによる8小節の導入があり、ヴァイオリンが譜例3の主題を静かに奏する。
譜例3
カンタービレから低弦とフルート、クラリネットに旋律が移り、続いて弦楽器群、木管楽器群と歌い継がれていく。最後は他の楽器が音を保持する中でハープがアルペッジョを奏で、ピアニッシモからさらに音量を落として静かに終わる。

### 第4曲
「主題と変奏」（Thème et variations.） Allegro giusto 4/4拍子 ト長調
原曲は「グルックの『予期せぬ邂逅、またはメッカの巡礼者たち』の主題による10の変奏曲」K.455（1784年）。
主題
原曲ではアレグレットであった速度をアレグロ・ジュストに変え、譜例4の主題が提示される。主題は二部形式となっており、前後半がそれぞれ反復される。
譜例4
第1変奏
低弦がピッツィカートで伴奏する上で、クラリネットが変奏を行う。後半はヴァイオリンとフルートが変奏を受け持つ。
第2変奏
第1変奏と趣を同じくしており、ヴィオラが絶えず16分音符を刻み続ける。
第3変奏
フルートのソロが主題を3連符にした変奏を奏する。
第4変奏
低音から出される主題の動機をトゥッティが華やかに受ける。後半のはじめの楽節は和音変奏となっている。
第5変奏
ト短調に転じ、弦楽器が主体となって自由に変奏される。
第6変奏
ト長調に復帰して木管楽器だけとなり、息の長いトリルが彩りを添える。
第7変奏
再び弦楽器を中心として対位法的な展開を見せ、後半では7連符を用いて大きく盛り上がった後に静まっていく。
第8変奏
グロッケンシュピールとヴァイオリンのピッツィカートによって主題が奏される。最後には急速なパッセージが挿入され、ヴァイオリン独奏だけが残って即興的な音型を奏でる。
第9変奏
アダージョに速度を落とし、前曲の最後から引き続きソロヴァイオリンがカデンツァ風の技巧的な変奏を繰り広げる。
第10変奏
アレグロ・ヴィーヴォ、3/8拍子となる。前半ではヴァイオリンが主題を変奏し（譜例5）、後半では木管がこれに呼応する。
譜例5
アルペッジョの音型で頂点を迎えると、フェルマータを付した全休止が置かれてクラリネットのカデンツァが挿入される。譜例5のリズムによる展開が再開し、クレッシェンドの後に鋭い上昇音型を境にメノ・モッソ（モデラート）となる。ここでクラリネットが単独でパッセージを奏すると元のテンポに回帰する。最後は譜例4を素材に自由に展開し、勢いを弱めることなく全曲を締めくくる。